# Lijst van Belgische records atletiek – 800 meter mannen
Deze pagina geeft een overzicht van de Belgische atletiekrecords op de 800 m voor mannen .

## Outdoor
| Tijd    | Naam             | Club                             | Datum            | Plaats      | Wedstrijd        | Bron  |
| ------- | ---------------- | -------------------------------- | ---------------- | ----------- | ---------------- | ----- |
| 2.02,2  | Luc Van Blaeren  | Athletic and Racing Club Brussel | 19 augustus 1900 | Brussel     |                  |       |
| 1.59,4  | Gérard Delarge   | Excelsior Sports Club            | 21 juli 1907     | Brussel     |                  |       |
| 1.57,8  | François Delloye | Racing Club Brussel              | 30 juni 1912     | Ukkel       | BK AC            |       |
| 1.57,4  | Jean Delarge     | Excelsior Sports Club            | 7 september 1919 | Brussel     |                  |       |
| 1.56,9  | François Morren  | Racing Club Brussel              | 30 juli 1922     | Brussel     |                  |       |
| 1.55,2  | René Geeraert    | Union Sint-Gillis                | 10 juni 1934     | Vorst       |                  |       |
| 1.55,0  | Jan Verhaert     | Beerschot Athletic Club          | 20 juli 1935     | Parijs      |                  |       |
| 1,54,3  | Jan Verhaert     | Beerschot AC                     | 2 augustus 1936  | Berlijn     | OS               |       |
| 1.53,4  | Joseph Mostert   | Union Sint-Gillis                | 29 augustus 1937 | Straatsburg |                  |       |
| 1.53,0  | Joseph Mostert   | Union Sint-Gillis                | 11 augustus 1939 | Stockholm   |                  |       |
| 1.52,3  | Richard Brancart | Racing Club Brussel              | 26 augustus 1945 | Parijs      |                  |       |
| 1.52,2  | Oscar Soetewey   | UCLA                             | 20 juli 1951     | Brussel     |                  |       |
| 1.51,4  | Roger Moens      | Racing Club Brussel              | 25 mei 1953      | Londen      |                  |       |
| 1.48,8  | Roger Moens      | Racing Club Brussel              | 17 juni 1953     | Vorst       |                  |       |
| 1.47,5  | Roger Moens      | Racing Club Brussel              | 8 augustus 1954  | Brussel     | BK AC            |       |
| 1.47,3  | Lucien De Muynck | Kortrijk Sportief                | 22 augustus 1954 | Bern        | EK               |       |
| 1.47,0  | Roger Moens      | Racing Club Brussel              | 29 juni 1955     | Neurenberg  |                  |       |
| 1.45,7  | Roger Moens      | Racing Club Brussel              | 3 augustus 1955  | Oslo        |                  | [ 1 ] |
| 1.45,6  | Ivo Van Damme    | Daring Club Leuven               | 15 augustus 1975 | Landen      |                  | [ 2 ] |
| 1.45,31 | Ivo Van Damme    | DC Leuven                        | 20 augustus 1975 | Zürich      | Weltklasse       |       |
| 1.45,07 | Ivo Van Damme    | DC Leuven                        | 6 juni 1976      | Dortmund    |                  | [ 3 ] |
| 1.43,86 | Ivo Van Damme    | DC Leuven                        | 25 juli 1976     | Montréal    | OS               |       |
| 1.42,43 | Eliott Crestan   | Sambre-Meuse Athlétique Club     | 7 juli 2024      | Parijs      | Meeting de Paris | [ 4 ] |

## Indoor
| Tijd    | Naam           | Club                         | Datum            | Plaats           | Wedstrijd    | Bron   |
| ------- | -------------- | ---------------------------- | ---------------- | ---------------- | ------------ | ------ |
| 1.48,2  | Ivo Van Damme  | Daring Club Leuven           | 31 januari 1976  | Pantin           |              | [ 5 ]  |
| 1.47,81 | Luc Bernaert   | AV Toekomst                  | 4 maart 1993     | Sevilla          |              | [ 5 ]  |
| 1.47,74 | Tom Omey       | Atletiek Zuid-West           | 18 februari 2001 | Gent             | BK indoor AC | [ 6 ]  |
| 1.47,67 | Tom Omey       | Atletiek Zuid-West           | 10 maart 2001    | Lissabon         | WK indoor    |        |
| 1.46,46 | Joeri Jansen   | Duffel AC                    | 8 februari 2004  | Gent             |              | [ 7 ]  |
| 1.46,40 | Eliott Crestan | Sambre-Meuse Athlétique Club | 6 februari 2021  | Ostrava          |              | [ 8 ]  |
| 1.46,11 | Eliott Crestan | Sambre-Meuse Athlétique Club | 26 februari 2022 | Louvain-la-Neuve | BK indoor AC |        |
| 1.45,04 | Tibo De Smet   | Racing Club Gent             | 22 januari 2023  | Luxemburg        |              | [ 9 ]  |
| 1.44,69 | Eliott Crestan | Sambre-Meuse Athlétique Club | 4 februari 2025  | Ostrava          |              | [ 10 ] |